# Vasvörösvár
Vasvörösvár (németül: Rotenturm an der Pinka, horvátul: Verešvar) mezőváros Ausztriában Burgenland tartományban a Felsőőri járásban.

## Fekvése
Felsőőrtől 6 km-re délkeletre a Pinka partján fekszik. Közigazgatásilag hozzá tartozik még az északkeletre fekvő Őrisziget (Siget in der Wart) és Oláhciklény (Spitzzicken).
A kataszteri közösségek Rotenturm an der Pinka, Őrisziget és Oláhciklény.

## Nevének eredete
Neve az általánosan elfogadott vélemények szerint téglából épült vörös színű erődfalával kapcsolatos. Ezzel összefüggésben vannak olyan nézetek, hogy a név a közelben bányászott vasérctartalmú kőzet színével áll kapcsolatban.

## Története

### Az őskorban és a középkorban
A régészeti leletek tanúsága szerint területe már a bronzkor óta lakott volt. Ezt bizonyítják az itt előkerült használati tárgyak, kardhegyek és bronzszekercék. A rómaiakat megelőzően pannonok, illírek, kelták lakták ezt a területet. A 19. század végén és a 20. század elején több, az 1. századból származó római sírt is találtak. 860 körül a Karoling-korban egy kis méretű település állt itt.

### A középkorban és az újkorban
A mai települést 1352-ben "Weresuarfelde" néven I. Lajos király adománylevelében említik először. Egykori várát a cseh Hinko udvari familiáris utódai a Vörösváriak építtették a 14. század végén. A vár melletti település 1402-ben Luxemburgi Zsigmond királytól vásártartási jogot kapott, ugyanebben az évben említik templomát is. A mezővárosi kiváltságok csakhamar a környék kereskedelmi és kézműves központjává emelték. Vörösvár mezővárosi rangját egészen 1841-ig megtartotta. 1424-től a német  Ellerbach család birtoka volt, akik a romos várat újjáépítették. Ebből az időből, 1456-ból származik a település első német nyelvű említése "Rotenturm" néven. Kastélyát 1523-ben említik először. A 16. században a vörösvári uradalom erdődi Bakócz Tamás esztergomi érsek birtoka lett, majd rövid ideig a Zrínyiek zálogbirtoka.
Lakói a református Zrínyiek alatt áttértek az új hitre. Végül a 17. század elejétől végleg az Erdődy család szerezte meg. A katolikus Erdődyek hatására lakói újra felvették a katolikus vallást. A régi Erdődy-kastély a 17. század második felében épült fel az egykori vízivár helyén, de 1810-ben lebontották. Gróf Erdődy István, aki kora egyik legnagyobb diplomatája volt 1862-ben új kastély építésébe kezdett, melynek tervezésével Pietro Nobile bécsi akadémiai építész tanítványát Weber Antalt bízta meg. A mór-bizánci stílusban épített kastély köré tóval ékesített szép parkot létesített. Fia Erdődy Gyula nagy pártfogója volt a településnek. Az ő kezdeményezésére alakult meg 1880-ban az önkéntes tűzoltóegylet, majd 1881-ben postahivatal és anyakönyvi hivatal létesült a településen. 1898-ban a település hivatalos nevét Vasvörösvárra módosították.

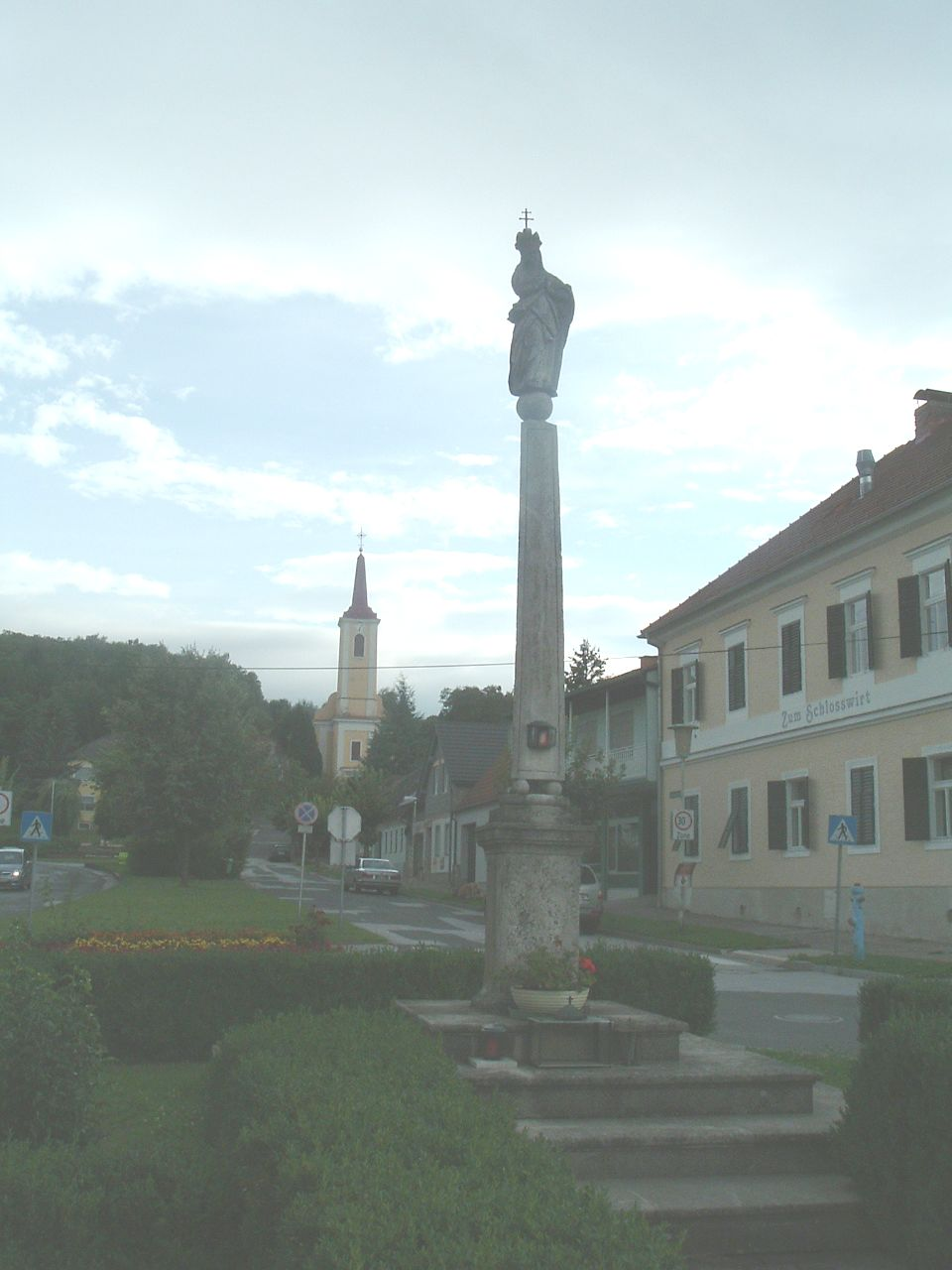
Vasvörösvár – Mária-oszlop

### A 19. században
Vályi András szerint " VÖRÖSVÁR. Rothenthurn. Német Mezőváros Vas Várm. földes Ura Gr. Erdődy Uraság, a’ kinek kastéllyával jeles, lakosai katolikusok, fekszik Szalonakhoz másfél mértföldnyire; határja meglehetős, némelly része síkos, réttye jó, fája van, szép tsikókat is szoktak nevelni."
Fényes Elek szerint " Vörösvár, Rothenthurm, német m. v. Vas vgyében, a Pinka vize mellett, ut. p. Kőszeghez 3 órányira, 812 kath., 28 evang., 14 zsidó lak. Kath. paroch. szentegyház. Urasági kastély, és nagy vadaskert, melly 798 holdra és 973 négyszögölre terjed. Két halastó. Három kerekü liszt és fürészmalom. Tehenészet. Juhtenyésztés. Öt országos vásárán sok posztó és ló eladatik; ezenkivül a vizkereszti és mindszenti különösen a lenre nézve hiresek. Lakosai többnyire takácsok és fazekasok. Birja gr. Erdődy György, s feje egy 2 mezővárosból és 11 faluból álló uradalomnak. A föld minősége ez uradalomban: sárga agyag, melly a hegyeken kavicscsal, s vastag szemü homokkal van keverve, de azért a völgyekben meglehetős termékeny, s a kukoriczán kivül mindent megterem, főkép sok hajdinát. Rétjei kövérek és jó szénát adnak, csakhogy a Pinka gyakran elönti. A stájer lóherét igen termesztik. Jó karban tartott erdeje az uradalomnak 4053 holdból s 660 négyszögölből áll, s nagyobb részét bikkfa teszi. Egyébiránt a gazdálkodás okszerüleg folytattatik, s az uraságnál több czélszerü erőmüveket, s gazdasági szerszámokat szemlélhetni."
Vas vármegye monográfiája szerint " Vörösvár, község a Pinka mellett szombathely-pinkafői vasutvonal mentén fekszik; 133 házzal és 1014 r. kath. és ág. ev. vallású, németajkú lakossal. Vasúti állomás, posta- és távíró helyben van. A körjegyzőség székhelye. Lakosai dalegyletet tartanak fenn. A község határában gyakran találnak vaskori emlékeket. Plébániája 1688-ban már virágzott; mostani temploma 1794-ben épült. Kegyúra gróf Erdődy Gyula. Itt van a híres vörösvári, mór izlésben épült és gróf Erdődy Gyula tulajdonát képező, nagyszabásu kastély, mely arról is nevezetes, hogy itt őrzik a kastély egyik tágas toronyszobájában II. Rákóczy Ferencznek annak idején sokat kutatott titkos levéltárát. Itt van elhelyezve az Erdődy-család gazdag, rendezett levéltára is. A kastély, mely remek park közepén, magaslaton áll, egyike az ország legszebb épületeinek. Berendezése is fényes és igazi előkelő izlésre vall. Érdekes darabja az egyik csarnoknak egy kitömött, hatalmas oroszlán, melyet a nemrég elhunyt gróf Erdődy István sajátkezüleg lőtt. A kastély egyes termeiben vannak elhelyezve a gróf Erdődy Gyula által sajátkezüleg tervezett és faragott remek butordarabok, amelyek úgy konczepcziójuknál, mint kivitelüknél fogva a legkifejlettebb műizlésre vallanak. Itt van gróf Erdődy Gyuláné díszes festő műterme is."
1910-ben 997, többségben német lakosa volt, jelentős magyar kisebbséggel. A trianoni békeszerződésig Vas vármegye Felsőőri járásához tartozott. Az első világháborúban 33 helyi lakos esett el. 1921-ben Vörösvár is Ausztria Burgenland tartományának része lett. Erdődy Tamás, aki IV. Károly király személyi titkára volt, részt vett két királypuccsban, majd követte urát a száműzetésbe. A kastélyban 1926-ig testvére Lajos lakott. Halála után a kastélyt elárverezték és a cseh hegedűművész és zeneszerző Jan Kubelík birtoka lett, végül 1971-ben Burgenland tartomány vásárolta meg. 1925-ben a település hivatalos nevét „Rotenturm an der Pinka” névre változtatták. A második világháborúban 54 helyi lakos esett el. Vörösvárt 1945. április 5-én szállta meg a Vörös Hadsereg. A lakókat kikergették házaikból, az iskolát és a kastélyt is a katonák elszállásolására vették igénybe. A település fejlődése csak az 1955-ös államszerződés és a szovjet csapatok kivonulása után indult meg. Ezután épült ki az infrastruktúra, felépült az új iskolaépület és a tűzoltószerház, megépült a sportpálya. 1971-ben közigazgatásilag hozzácsatolták Őrisziget és Oláhciklény falvakat. A település új címerét 1992-ben fogadták el.
2001-ben 1378 lakosából 1026 német, 232 magyar (elsősorban Őriszigeten) és 109 horvát (elsősorban Oláhciklényben) volt.

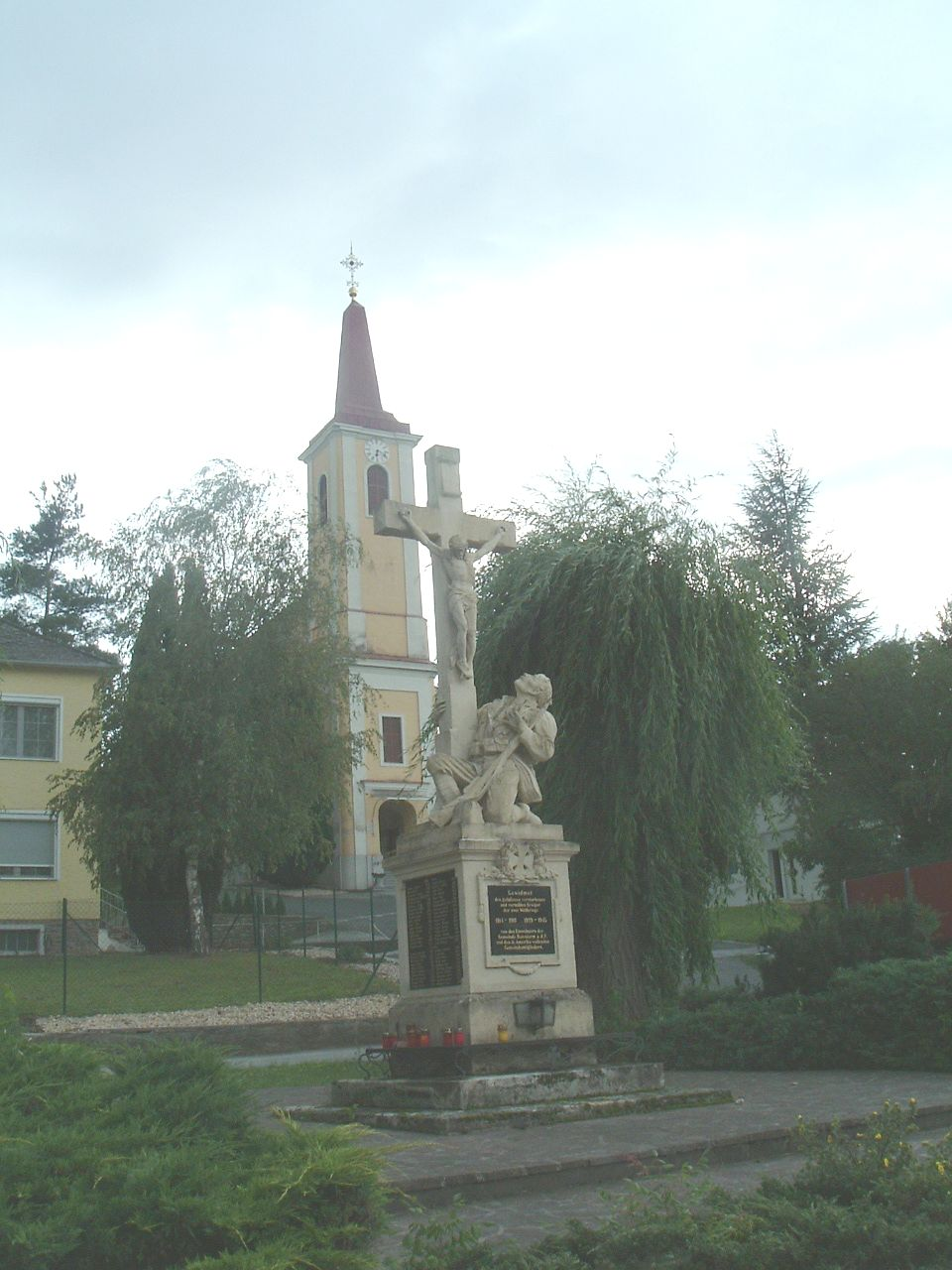
Vasvörösvár – Templom és a hősi emlékmű

## Nevezetességei
- Mai kastélyának elődje egy középkori vizivár volt, melyet a Pinka vize vett körül és 1540 körül pusztult el. Helyette az Erdődyek a 17. században építették fel a régi kastélyt, melyet 1810-ben bontottak le. 1860-ban gróf Erdődy István először Ybl Miklóst bízta meg az új kastély tervezésével, aki azt nem fogadta el. Végül  1862 és 1864 között épült fel a mai kastély Weber Antal tervei szerint bizánci-mór stílusban. A kastély 1971-óta a tartomány birtoka.
- A Mindenszentek tiszteletére szentelt templomát 1402-ben említik először. Az 1697. évi egyházlátogatás jegyzőkönyve szerint a templomnak zsindellyel fedett fatornya van. 1759-ben gróf Erdődy Lajos barokk stílusban átépíttette, majd 1819-ben megépült tornya is. Főoltárképét 1662-ben egy itáliai útján gróf Erdődy István vásárolta. A templomban egy értékes, carrarai márványból faragott Madonna-szobor is látható. A szószék alatt látható az ún. „Budapesti királykoronázási szék”, melyen az utolsó magyar király IV. Károly térdelt 1916-ban magyar királlyá koronázása alkalmával. A műtárgyat a király titkára Erdődy Tamás kapta meg mint a barátság jelét és hozta kastélyába. Innen került át a templomba. A templomot 1992-ben renoválták.

## Híres emberek
Itt született 1890. augusztus 25-én Schwartz Elemér Lajos cisztercita atya, egyetemi tanár, nyelvész, néprajzkutató, a Német Nyelvtudományi Intézet alapítója.

## Külső  hivatkozások
- Vasvörösvár a dél-burgenlandi települések honlapján
- Geomix.at[halott link]
- Vasvörösvár az Osztrák Statisztikai Hivatal honlapján
- A kastély leírása
- Vasvörösvár régi vasútállomása a magyar vasútállomások honlapján